# Interlands Japans voetbalelftal 2020-2029
Deze pagina toont een chronologisch en gedetailleerd overzicht van de interlands die het Japans voetbalelftal speelt en heeft gespeeld in de periode 2020 – 2029.

## Interlands

### 2020
|                                                                  |       |       |          |                                                                                |
| 9 oktober Vriendschappelijk «onderlinge duels» 14:00 uur (UTC+2) | Japan | 0 – 0 | Kameroen | Stadion Galgenwaard, Utrecht Toeschouwers: 0 Scheidsrechter: Bas Nijhuis (NED) |
| 9 oktober Vriendschappelijk «onderlinge duels» 14:00 uur (UTC+2) |       |       |          | Stadion Galgenwaard, Utrecht Toeschouwers: 0 Scheidsrechter: Bas Nijhuis (NED) |

|                                                                   |                     |       |           |                                                                                    |
| 13 oktober Vriendschappelijk «onderlinge duels» 16:45 uur (UTC+2) | Japan               | 1 – 0 | Ivoorkust | Stadion Galgenwaard, Utrecht Toeschouwers: 0 Scheidsrechter: Jochem Kamphuis (NED) |
| 13 oktober Vriendschappelijk «onderlinge duels» 16:45 uur (UTC+2) | Naomichi Ueda 90+1' |       |           | Stadion Galgenwaard, Utrecht Toeschouwers: 0 Scheidsrechter: Jochem Kamphuis (NED) |

|                                                                    |                            |       |        |                                                                                    |
| 13 november Vriendschappelijk «onderlinge duels» 15:15 uur (UTC+1) | Japan                      | 1 – 0 | Panama | Merkur Arena, Graz Toeschouwers: 0 Scheidsrechter: Christian-Petru Ciochirca (AUT) |
| 13 november Vriendschappelijk «onderlinge duels» 15:15 uur (UTC+1) | Takumi Minamino 61' (pen.) |       |        | Merkur Arena, Graz Toeschouwers: 0 Scheidsrechter: Christian-Petru Ciochirca (AUT) |

|                                                                    |       |                                     |        |                                                                                |
| 17 november Vriendschappelijk «onderlinge duels» 21:00 uur (UTC+1) | Japan | 0 – 2                               | Mexico | Merkur Arena, Graz Toeschouwers: 0 Scheidsrechter: Manuel Schüttengruber (AUT) |
| 17 november Vriendschappelijk «onderlinge duels» 21:00 uur (UTC+1) |       | 63' Raúl Jiménez 68' Hirving Lozano |        | Merkur Arena, Graz Toeschouwers: 0 Scheidsrechter: Manuel Schüttengruber (AUT) |

### 2021
|                                                                 |                                                   |       |            |                                                                               |
| 25 maart Vriendschappelijk «onderlinge duels» 19:20 uur (UTC+9) | Japan                                             | 3 – 0 | Zuid-Korea | Nissanstadion, Yokohama Toeschouwers: 0 Scheidsrechter: Rowan Arumughan (IND) |
| 25 maart Vriendschappelijk «onderlinge duels» 19:20 uur (UTC+9) | Miki Yamane 16' Daichi Kamada 27' Wataru Endo 83' |       |            | Nissanstadion, Yokohama Toeschouwers: 0 Scheidsrechter: Rowan Arumughan (IND) |

|                                                                                 |          | |       |                                                                                              |
| 30 maart WK 2022 kwalificatie Tweede ronde «onderlinge duels» 19:30 uur (UTC+8) | Mongolië | 0 – 14 | Japan | Fukuda Denshi Arena, Chiba (Japan) Toeschouwers: 0 Scheidsrechter: Omar Mohamed Al-Ali (VAE) |
| 30 maart WK 2022 kwalificatie Tweede ronde «onderlinge duels» 19:30 uur (UTC+8) |          | 13' Takumi Minamino 23' Yuya Osako 26' Daichi Kamada 33' Hidemasa Morita 39' (e.d.) Khash-Erdene Tuya 55' Yuya Osako 68' Sho Inagaki 73' Junya Ito 78' Kyogo Furuhashi 79' Junya Ito 87' Kyogo Furuhashi 90+1' Asano 90+2' Yuya Osako 90+3' Sho Inagaki |       | Fukuda Denshi Arena, Chiba (Japan) Toeschouwers: 0 Scheidsrechter: Omar Mohamed Al-Ali (VAE) |

|                                                                               | |        |         |                                                                                |
| 28 mei WK 2022 kwalificatie Tweede ronde «onderlinge duels» 19:20 uur (UTC+9) | Japan | 10 – 0 | Myanmar | Fukuda Denshi Arena, Chiba Toeschouwers: 0 Scheidsrechter: Hassan Akrami (IRN) |
| 28 mei WK 2022 kwalificatie Tweede ronde «onderlinge duels» 19:20 uur (UTC+9) | Takumi Minamino 8' Yuya Osako 22' Yuya Osako 30' (pen.) Yuya Osako 36' Yuya Osako 49' Hidemasa Morita 57' Takumi Minamino 66' Daichi Kamada 84' Yuya Osako 88' Ko Itakura 90+1' |        |         | Fukuda Denshi Arena, Chiba Toeschouwers: 0 Scheidsrechter: Hassan Akrami (IRN) |

|                                                                               |                                                                             |       |                     |                                                                                               |
| 7 juni WK 2022 kwalificatie Tweede ronde «onderlinge duels» 19:30 uur (UTC+9) | Japan                                                                       | 4 – 1 | Tadzjikistan        | Gemeentelijk stadion Suita, Suita Toeschouwers: 0 Scheidsrechter: Abdulrahman Al-Jassim (QAT) |
| 7 juni WK 2022 kwalificatie Tweede ronde «onderlinge duels» 19:30 uur (UTC+9) | Kyogo Furuhashi 6' Takumi Minamino 40' Kento Hashimoto 51' Hayao Kawabe 71' |       | 9' Ehson Panjshanbe | Gemeentelijk stadion Suita, Suita Toeschouwers: 0 Scheidsrechter: Abdulrahman Al-Jassim (QAT) |

|                                                                |               |       |        |                                                                               |
| 11 juni Vriendschappelijk «onderlinge duels» 19:25 uur (UTC+9) | Japan         | 1 – 0 | Servië | Noevir Stadium Kobe, Kobe Toeschouwers: 0 Scheidsrechter: Payam Heidari (IRN) |
| 11 juni Vriendschappelijk «onderlinge duels» 19:25 uur (UTC+9) | Junya Ito 48' |       |        | Noevir Stadium Kobe, Kobe Toeschouwers: 0 Scheidsrechter: Payam Heidari (IRN) |

|                                                                                |                                                                                     |       |                               |                                                                                         |
| 15 juni WK 2022 kwalificatie Tweede ronde «onderlinge duels» 19:25 uur (UTC+9) | Japan                                                                               | 5 – 1 | Kirgizië                      | Gemeentelijk stadion Suita, Suita Toeschouwers: 0 Scheidsrechter: Omar Al-Yaqoubi (OMA) |
| 15 juni WK 2022 kwalificatie Tweede ronde «onderlinge duels» 19:25 uur (UTC+9) | Ado Onaiwu 27' (pen.) Ado Onaiwu 31' Ado Onaiwu 33' Sho Sasaki 72' Takuma Asano 77' |       | 45+2' (pen.) Mirlan Moerzajev | Gemeentelijk stadion Suita, Suita Toeschouwers: 0 Scheidsrechter: Omar Al-Yaqoubi (OMA) |

|                                                                                   |       |                    |      | |
| 2 september WK 2022 kwalificatie Derde ronde «onderlinge duels» 19:15 uur (UTC+9) | Japan | 0 – 1              | Oman | Gemeentelijk stadion Suita, Suita Toeschouwers: 4.853 Scheidsrechter: Mohammed Abdulla Mohamed (VAE) Video-assistent: Ammar Ali Al Jneibi (VAE) |
| 2 september WK 2022 kwalificatie Derde ronde «onderlinge duels» 19:15 uur (UTC+9) |       | 88' Issam Al Sabhi |      | Gemeentelijk stadion Suita, Suita Toeschouwers: 4.853 Scheidsrechter: Mohammed Abdulla Mohamed (VAE) Video-assistent: Ammar Ali Al Jneibi (VAE) |

|                                                                                   |       |                |       | |
| 7 september WK 2022 kwalificatie Derde ronde «onderlinge duels» 18:00 uur (UTC+3) | China | 0 – 1          | Japan | Khalifa Internationaal Stadion, Doha (Qatar) Toeschouwers: 0 Scheidsrechter: Nawaf Shukralla (BHR) Video-assistent: Mohammed Abdulla Mohamed (VAE) |
| 7 september WK 2022 kwalificatie Derde ronde «onderlinge duels» 18:00 uur (UTC+3) |       | 40' Yuya Osako |       | Khalifa Internationaal Stadion, Doha (Qatar) Toeschouwers: 0 Scheidsrechter: Nawaf Shukralla (BHR) Video-assistent: Mohammed Abdulla Mohamed (VAE) |

|                                                                                 |                       |       |       | |
| 7 oktober WK 2022 kwalificatie Derde ronde «onderlinge duels» 20:00 uur (UTC+3) | Saoedi-Arabië         | 1 – 0 | Japan | Koning Abdoellah Sportstad, Jeddah Toeschouwers: 51.218 Scheidsrechter: Adham Machadmeh (JOR) Video-assistent: Ali Sabah (IRQ) |
| 7 oktober WK 2022 kwalificatie Derde ronde «onderlinge duels» 20:00 uur (UTC+3) | Firas al-Buraikan 71' |       |       | Koning Abdoellah Sportstad, Jeddah Toeschouwers: 51.218 Scheidsrechter: Adham Machadmeh (JOR) Video-assistent: Ali Sabah (IRQ) |

|                                                                                  |                                     |       |                   | |
| 12 oktober WK 2022 kwalificatie Derde ronde «onderlinge duels» 19:15 uur (UTC+9) | Japan                               | 2 – 1 | Australië         | Saitamastadion, Saitama Toeschouwers: 14.437 Scheidsrechter: Abdulrahman Al-Jassim (QAT) Video-assistent: Khamis Al-Marri (QAT) |
| 12 oktober WK 2022 kwalificatie Derde ronde «onderlinge duels» 19:15 uur (UTC+9) | Ao Tanaka 8' Aziz Behich 85' (e.d.) |       | 70' Ajdin Hrustić | Saitamastadion, Saitama Toeschouwers: 14.437 Scheidsrechter: Abdulrahman Al-Jassim (QAT) Video-assistent: Khamis Al-Marri (QAT) |

|                                                                                   |         |               |       | |
| 11 november WK 2022 kwalificatie Derde ronde «onderlinge duels» 19:00 uur (UTC+7) | Vietnam | 0 – 1         | Japan | Mỹ Đình Nationaal Stadion, Hanoi Toeschouwers: 11.022 Scheidsrechter: Mohammed Abdulla Mohamed (VAE) Video-assistent: Adel Al-Naqbi (VAE) |
| 11 november WK 2022 kwalificatie Derde ronde «onderlinge duels» 19:00 uur (UTC+7) |         | 17' Junya Ito |       | Mỹ Đình Nationaal Stadion, Hanoi Toeschouwers: 11.022 Scheidsrechter: Mohammed Abdulla Mohamed (VAE) Video-assistent: Adel Al-Naqbi (VAE) |

|                                                                                   |      |               |       | |
| 16 november WK 2022 kwalificatie Derde ronde «onderlinge duels» 20:00 uur (UTC+4) | Oman | 0 – 1         | Japan | Sultan Qaboos Sports Complex, Muscat Toeschouwers: 14.123 Scheidsrechter: Ko Hyung-jin (KOR) Video-assistent: Kim Jong-hyeok (KOR) |
| 16 november WK 2022 kwalificatie Derde ronde «onderlinge duels» 20:00 uur (UTC+4) |      | 81' Junya Ito |       | Sultan Qaboos Sports Complex, Muscat Toeschouwers: 14.123 Scheidsrechter: Ko Hyung-jin (KOR) Video-assistent: Kim Jong-hyeok (KOR) |

### 2022
|                                                 |       |          |             |                         |
| 21 januari Vriendschappelijk «onderlinge duels» | Japan | Afgelast | Oezbekistan | Saitamastadion, Saitama |
| 21 januari Vriendschappelijk «onderlinge duels» |       |          |             | Saitamastadion, Saitama |

|                                                                                  |                                     |       |       | |
| 27 januari WK 2022 kwalificatie Derde ronde «onderlinge duels» 19:00 uur (UTC+9) | Japan                               | 2 – 0 | China | Saitamastadion, Saitama Toeschouwers: 11.753 Scheidsrechter: Abdulrahman Al-Jassim (QAT) Video-assistent: Khamis Al-Marri (QAT) |
| 27 januari WK 2022 kwalificatie Derde ronde «onderlinge duels» 19:00 uur (UTC+9) | Yuya Osako 13' (pen.) Junya Ito 61' |       |       | Saitamastadion, Saitama Toeschouwers: 11.753 Scheidsrechter: Abdulrahman Al-Jassim (QAT) Video-assistent: Khamis Al-Marri (QAT) |

|                                                                                  |                                   |       |               | |
| 1 februari WK 2022 kwalificatie Derde ronde «onderlinge duels» 19:35 uur (UTC+9) | Japan                             | 2 – 0 | Saoedi-Arabië | Saitamastadion, Saitama Toeschouwers: 19.118 Scheidsrechter: Ko Hyung-jin (KOR) Video-assistent: Kim Jong-hyeok (KOR) |
| 1 februari WK 2022 kwalificatie Derde ronde «onderlinge duels» 19:35 uur (UTC+9) | Takumi Minamino 32' Junya Ito 50' |       |               | Saitamastadion, Saitama Toeschouwers: 19.118 Scheidsrechter: Ko Hyung-jin (KOR) Video-assistent: Kim Jong-hyeok (KOR) |

|                                                                                 |           |                                     |       | |
| 24 maart WK 2022 kwalificatie Derde ronde «onderlinge duels» 20:10 uur (UTC+11) | Australië | 0 – 2                               | Japan | Stadium Australia, Sydney Toeschouwers: 41.852 Scheidsrechter: Nawaf Shukralla (BHR) Video-assistent: Khamis Al-Marri (QAT) |
| 24 maart WK 2022 kwalificatie Derde ronde «onderlinge duels» 20:10 uur (UTC+11) |           | 89' Kaoru Mitoma 90+4' Kaoru Mitoma |       | Stadium Australia, Sydney Toeschouwers: 41.852 Scheidsrechter: Nawaf Shukralla (BHR) Video-assistent: Khamis Al-Marri (QAT) |

|                                                                                |                  |       |                       | |
| 29 maart WK 2022 kwalificatie Derde ronde «onderlinge duels» 19:35 uur (UTC+9) | Japan            | 1 – 1 | Vietnam               | Saitamastadion, Saitama Toeschouwers: 44.600 Scheidsrechter: Ilgiz Tantasjev (UZB) Video-assistent: Abdulla Al-Marri (QAT) |
| 29 maart WK 2022 kwalificatie Derde ronde «onderlinge duels» 19:35 uur (UTC+9) | Maya Yoshida 55' |       | 19' Nguyễn Thanh Bình | Saitamastadion, Saitama Toeschouwers: 44.600 Scheidsrechter: Ilgiz Tantasjev (UZB) Video-assistent: Abdulla Al-Marri (QAT) |

|                                                                                   |                                                                   |       |                     | |
| 2 juni Vriendschappelijk Kirin Challenge Cup «onderlinge duels» 19:00 uur (UTC+9) | Japan                                                             | 4 – 1 | Paraguay            | Sapporo Dome, Sapporo Toeschouwers: 24.511 Scheidsrechter: Chris Beath (AUS) Video-assistent: Alireza Faghani (IRN) |
| 2 juni Vriendschappelijk Kirin Challenge Cup «onderlinge duels» 19:00 uur (UTC+9) | Takuma Asano 36' Daichi Kamada 42' Kaoru Mitoma 61' Ao Tanaka 85' |       | 60' Derlis González | Sapporo Dome, Sapporo Toeschouwers: 24.511 Scheidsrechter: Chris Beath (AUS) Video-assistent: Alireza Faghani (IRN) |

|                                                                                   |       |                   |          | |
| 6 juni Vriendschappelijk Kirin Challenge Cup «onderlinge duels» 19:20 uur (UTC+9) | Japan | 0 – 1             | Brazilië | Nationaal Stadion, Tokio Toeschouwers: 63.638 Scheidsrechter: Alireza Faghani (IRN) Video-assistent: Kurt Ams (AUS) |
| 6 juni Vriendschappelijk Kirin Challenge Cup «onderlinge duels» 19:20 uur (UTC+9) |       | 77' (pen.) Neymar |          | Nationaal Stadion, Tokio Toeschouwers: 63.638 Scheidsrechter: Alireza Faghani (IRN) Video-assistent: Kurt Ams (AUS) |

|                                                                                 |                                                                       |       |                 | |
| 10 juni Vriendschappelijk Kirin Cup Soccer «onderlinge duels» 18:55 uur (UTC+9) | Japan                                                                 | 4 – 1 | Ghana           | Noevir Stadium Kobe, Kobe Toeschouwers: 25.100 Scheidsrechter: Kurt Ams (AUS) Video-assistent: Ahmed Eisa Mohamed (VAE) |
| 10 juni Vriendschappelijk Kirin Cup Soccer «onderlinge duels» 18:55 uur (UTC+9) | Miki Yamane 29' Kaoru Mitoma 45+1' Takefusa Kubo 73' Daizen Maeda 82' |       | 43' Jordan Ayew | Noevir Stadium Kobe, Kobe Toeschouwers: 25.100 Scheidsrechter: Kurt Ams (AUS) Video-assistent: Ahmed Eisa Mohamed (VAE) |

|                                                                                 |       |                                                                          |         | |
| 14 juni Vriendschappelijk Kirin Cup Soccer «onderlinge duels» 18:55 uur (UTC+9) | Japan | 0 – 3                                                                    | Tunesië | Gemeentelijk stadion Suita, Suita Toeschouwers: 31.292 Scheidsrechter: Ahmed Eisa Mohamed (VAE) Video-assistent: Kurt Ams (AUS) |
| 14 juni Vriendschappelijk Kirin Cup Soccer «onderlinge duels» 18:55 uur (UTC+9) |       | 55' (pen.) Mohamed Ali Ben Romdhane 76' Ferjani Sassi 90+3' Issam Jebali |         | Gemeentelijk stadion Suita, Suita Toeschouwers: 31.292 Scheidsrechter: Ahmed Eisa Mohamed (VAE) Video-assistent: Kurt Ams (AUS) |

| Oost-Aziatisch kampioenschap voetbal 2022 |
| ----------------------------------------- |

|                                                                 | |       |          |                                                                                 |
| 19 juli Oost-Azië Cup 2022 «onderlinge duels» 19:20 uur (UTC+9) | Japan | 6 – 0 | Hongkong | Kashimastadion, Kashima Toeschouwers: 4.980 Scheidsrechter: Hassan Akrami (IRN) |
| 19 juli Oost-Azië Cup 2022 «onderlinge duels» 19:20 uur (UTC+9) | Yuki Soma 2' Shuto Machino 20' Takuma Nishimura 22' Takuma Nishimura 40' Yuki Soma 55' Shuto Machino 57' |       |          | Kashimastadion, Kashima Toeschouwers: 4.980 Scheidsrechter: Hassan Akrami (IRN) |

|                                                                 |       |       |       |                                                                               |
| 24 juli Oost-Azië Cup 2022 «onderlinge duels» 19:20 uur (UTC+9) | Japan | 0 – 0 | China | Toyotastadion, Toyota Toeschouwers: 10.526 Scheidsrechter: Nivon Robesh (SRI) |
| 24 juli Oost-Azië Cup 2022 «onderlinge duels» 19:20 uur (UTC+9) |       |       |       | Toyotastadion, Toyota Toeschouwers: 10.526 Scheidsrechter: Nivon Robesh (SRI) |

|                                                                 |                                                |       |            |                                                                                      |
| 27 juli Oost-Azië Cup 2022 «onderlinge duels» 19:20 uur (UTC+9) | Japan                                          | 3 – 0 | Zuid-Korea | Toyotastadion, Toyota Toeschouwers: 14.117 Scheidsrechter: Achrol Riskoellajev (UZB) |
| 27 juli Oost-Azië Cup 2022 «onderlinge duels» 19:20 uur (UTC+9) | Yuki Soma 49' Sho Sasaki 63' Shuto Machino 72' |       |            | Toyotastadion, Toyota Toeschouwers: 14.117 Scheidsrechter: Achrol Riskoellajev (UZB) |

|  |  |  |  |  |  |  |  |  |

|                                                                                         |                                    |       |                  | |
| 23 september Vriendschappelijk Kirin Challenge Cup «onderlinge duels» 14:25 uur (UTC+2) | Japan                              | 2 – 0 | Verenigde Staten | Merkur Spiel-Arena, Düsseldorf Toeschouwers: 5.149 Scheidsrechter: Felix Zwayer (GER) Video-assistent: Martin Thomsen (GER) |
| 23 september Vriendschappelijk Kirin Challenge Cup «onderlinge duels» 14:25 uur (UTC+2) | Daichi Kamada 24' Kaoru Mitoma 88' |       |                  | Merkur Spiel-Arena, Düsseldorf Toeschouwers: 5.149 Scheidsrechter: Felix Zwayer (GER) Video-assistent: Martin Thomsen (GER) |

|                                                                                         |       |       |         | |
| 27 september Vriendschappelijk Kirin Challenge Cup «onderlinge duels» 13:55 uur (UTC+2) | Japan | 0 – 0 | Ecuador | Merkur Spiel-Arena, Düsseldorf Toeschouwers: 4.321 Scheidsrechter: Sascha Stegemann (GER) Video-assistent: Sören Storks (GER) |
| 27 september Vriendschappelijk Kirin Challenge Cup «onderlinge duels» 13:55 uur (UTC+2) |       |       |         | Merkur Spiel-Arena, Düsseldorf Toeschouwers: 4.321 Scheidsrechter: Sascha Stegemann (GER) Video-assistent: Sören Storks (GER) |

|                                                                    |              |       |                                                 | |
| 17 november Vriendschappelijk «onderlinge duels» 17:40 uur (UTC+4) | Japan        | 1 – 2 | Canada                                          | Al-Maktoumstadion, Dubai Toeschouwers: 2.971 Scheidsrechter: Omar Mohamed Al Ali (VAE) Video-assistent: Sultan Mohamed Al Hammadi (VAE) |
| 17 november Vriendschappelijk «onderlinge duels» 17:40 uur (UTC+4) | Yuki Soma 9' |       | 21' Steven Vitória 90+5' (pen.) Lucas Cavallini | Al-Maktoumstadion, Dubai Toeschouwers: 2.971 Scheidsrechter: Omar Mohamed Al Ali (VAE) Video-assistent: Sultan Mohamed Al Hammadi (VAE) |

| Wereldkampioenschap voetbal 2022 |
| -------------------------------- |

|                                                                  |                           |         |                                 | |
| 23 november WK 2022 Groep E «onderlinge duels» 16:00 uur (UTC+3) | Duitsland                 | 1 – 2   | Japan                           | Khalifa Internationaal Stadion, Ar Rayyan Toeschouwers: 42.608 Scheidsrechter: Iván Barton (SLV) Video-assistent: Mauro Vigliano (ARG) |
| 23 november WK 2022 Groep E «onderlinge duels» 16:00 uur (UTC+3) | İlkay Gündoğan 33' (pen.) | Verslag | 75' Ritsu Doan 83' Takuma Asano | Khalifa Internationaal Stadion, Ar Rayyan Toeschouwers: 42.608 Scheidsrechter: Iván Barton (SLV) Video-assistent: Mauro Vigliano (ARG) |

|                                                                  |       |         |                    | |
| 27 november WK 2022 Groep E «onderlinge duels» 13:00 uur (UTC+3) | Japan | 0 – 1   | Costa Rica         | Ahmed bin Alistadion, Ar Rayyan Toeschouwers: 41.479 Scheidsrechter: Michael Oliver (ENG) Video-assistent: Jérôme Brisard (FRA) |
| 27 november WK 2022 Groep E «onderlinge duels» 13:00 uur (UTC+3) |       | Verslag | 81' Keysher Fuller | Ahmed bin Alistadion, Ar Rayyan Toeschouwers: 41.479 Scheidsrechter: Michael Oliver (ENG) Video-assistent: Jérôme Brisard (FRA) |

|                                                                 |                              |         |                   | |
| 1 december WK 2022 Groep E «onderlinge duels» 22:00 uur (UTC+3) | Japan                        | 2 – 1   | Spanje            | Khalifa Internationaal Stadion, Ar Rayyan Toeschouwers: 44.851 Scheidsrechter: Victor Gomes (ZAF) Video-assistent: Fernando Guerrero (MEX) |
| 1 december WK 2022 Groep E «onderlinge duels» 22:00 uur (UTC+3) | Ritsu Doan 48' Ao Tanaka 51' | Verslag | 11' Álvaro Morata | Khalifa Internationaal Stadion, Ar Rayyan Toeschouwers: 44.851 Scheidsrechter: Victor Gomes (ZAF) Video-assistent: Fernando Guerrero (MEX) |

|                                                                        |                                                        |              |                                                           | |
| 5 december WK 2022 Achtste finale «onderlinge duels» 18:00 uur (UTC+3) | Japan                                                  | 1 – 1 (n.v.) | Kroatië                                                   | Al Janoubstadion, Al Wakrah Toeschouwers: 42.523 Scheidsrechter: Ismail Elfath (USA) Video-assistent: Nicolás Gallo (COL) |
| 5 december WK 2022 Achtste finale «onderlinge duels» 18:00 uur (UTC+3) | Daizen Maeda 43'                                       | Verslag      | 55' Ivan Perišić                                          | Al Janoubstadion, Al Wakrah Toeschouwers: 42.523 Scheidsrechter: Ismail Elfath (USA) Video-assistent: Nicolás Gallo (COL) |
| 5 december WK 2022 Achtste finale «onderlinge duels» 18:00 uur (UTC+3) | Strafschoppen                                          |              |                                                           | Al Janoubstadion, Al Wakrah Toeschouwers: 42.523 Scheidsrechter: Ismail Elfath (USA) Video-assistent: Nicolás Gallo (COL) |
| 5 december WK 2022 Achtste finale «onderlinge duels» 18:00 uur (UTC+3) | Takumi Minamino Kaoru Mitoma Takuma Asano Maya Yoshida | 1 – 3        | Nikola Vlašić Marcelo Brozović Marko Livaja Mario Pašalić | Al Janoubstadion, Al Wakrah Toeschouwers: 42.523 Scheidsrechter: Ismail Elfath (USA) Video-assistent: Nicolás Gallo (COL) |

|  |  |  |  |  |  |  |  |  |

### 2023
|                                                                                     |                      |       |                       | |
| 24 maart Vriendschappelijk Kirin Challenge Cup «onderlinge duels» 19:30 uur (UTC+9) | Japan                | 1 – 1 | Uruguay               | Nationaal Stadion, Tokio Toeschouwers: 61.855 Scheidsrechter: Ko Hyung-jin (KOR) Video-assistent: Muhammad Taqi (SIN) |
| 24 maart Vriendschappelijk Kirin Challenge Cup «onderlinge duels» 19:30 uur (UTC+9) | Takuma Nishimura 75' |       | 38' Federico Valverde | Nationaal Stadion, Tokio Toeschouwers: 61.855 Scheidsrechter: Ko Hyung-jin (KOR) Video-assistent: Muhammad Taqi (SIN) |

|                                                                                     |                 |       |                                        | |
| 28 maart Vriendschappelijk Kirin Challenge Cup «onderlinge duels» 19:20 uur (UTC+9) | Japan           | 1 – 2 | Colombia                               | Yodoko Sakurastadion, Osaka Toeschouwers: 20.005 Scheidsrechter: Muhammad Taqi (SIN) Video-assistent: Kim Jong-hyeok (KOR) |
| 28 maart Vriendschappelijk Kirin Challenge Cup «onderlinge duels» 19:20 uur (UTC+9) | Kaoru Mitoma 3' |       | 33' Jhon Durán 61' Rafael Santos Borré | Yodoko Sakurastadion, Osaka Toeschouwers: 20.005 Scheidsrechter: Muhammad Taqi (SIN) Video-assistent: Kim Jong-hyeok (KOR) |

|                                                                                    | |       |             | |
| 15 juni Vriendschappelijk Kirin Challenge Cup «onderlinge duels» 19:10 uur (UTC+9) | Japan | 6 – 0 | El Salvador | Toyotastadion, Aichi Toeschouwers: 37.403 Scheidsrechter: Andy Madley (ENG) Video-assistent: Abdulhadi Al-Ruaile (QAT) |
| 15 juni Vriendschappelijk Kirin Challenge Cup «onderlinge duels» 19:10 uur (UTC+9) | Shogo Taniguchi 1' Ayase Ueda 4' (pen.) Takefusa Kubo 25' Ritsu Doan 44' Keito Nakamura 60' Kyogo Furuhashi 73' |       |             | Toyotastadion, Aichi Toeschouwers: 37.403 Scheidsrechter: Andy Madley (ENG) Video-assistent: Abdulhadi Al-Ruaile (QAT) |

|                                                                                    |                                                                |       |                         | |
| 20 juni Vriendschappelijk Kirin Challenge Cup «onderlinge duels» 18:55 uur (UTC+9) | Japan                                                          | 4 – 1 | Peru                    | Gemeentelijk stadion Suita, Suita Toeschouwers: 35.001 Scheidsrechter: Khamis Al-Marri (QAT) Video-assistent: Abdulhadi Al-Ruaile (QAT) |
| 20 juni Vriendschappelijk Kirin Challenge Cup «onderlinge duels» 18:55 uur (UTC+9) | Hiroki Ito 22' Kaoru Mitoma 37' Junya Ito 62' Daizen Maeda 74' |       | 83' Christofer Gonzáles | Gemeentelijk stadion Suita, Suita Toeschouwers: 35.001 Scheidsrechter: Khamis Al-Marri (QAT) Video-assistent: Abdulhadi Al-Ruaile (QAT) |

|                                                                    |                |       |                                                               | |
| 9 september Vriendschappelijk «onderlinge duels» 20:45 uur (UTC+2) | Duitsland      | 1 – 4 | Japan                                                         | Volkswagen-Arena, Wolfsburg Toeschouwers: 24.980 Scheidsrechter: João Pinheiro (POR) Video-assistent: António Nobre (POR) |
| 9 september Vriendschappelijk «onderlinge duels» 20:45 uur (UTC+2) | Leroy Sané 19' |       | 11' Junya Ito 22' Ayase Ueda 90' Takuma Asano 90+2' Ao Tanaka | Volkswagen-Arena, Wolfsburg Toeschouwers: 24.980 Scheidsrechter: João Pinheiro (POR) Video-assistent: António Nobre (POR) |

|                                                                                         |                                                                           |       |                                    | |
| 12 september Vriendschappelijk Kirin Challenge Cup «onderlinge duels» 14:20 uur (UTC+2) | Japan                                                                     | 4 – 2 | Turkije                            | Cegeka Arena, Genk Toeschouwers: 7.202 Scheidsrechter: Allard Lindhout (NED) Video-assistent: Erwin Blank (NED) |
| 12 september Vriendschappelijk Kirin Challenge Cup «onderlinge duels» 14:20 uur (UTC+2) | Atsuki Ito 15' Keito Nakamura 28' Keito Nakamura 36' Junya Ito 78' (pen.) |       | 44' Ozan Kabak 61' Bertuğ Yıldırım | Cegeka Arena, Genk Toeschouwers: 7.202 Scheidsrechter: Allard Lindhout (NED) Video-assistent: Erwin Blank (NED) |

|                                                                   |                                                                          |       |                    | |
| 13 oktober Vriendschappelijk «onderlinge duels» 19:35 uur (UTC+9) | Japan                                                                    | 4 – 1 | Canada             | Denka Big Swan Stadium, Niigata Toeschouwers: 37.125 Scheidsrechter: Alex King (AUS) Video-assistent: Wang Di (CHN) |
| 13 oktober Vriendschappelijk «onderlinge duels» 19:35 uur (UTC+9) | Ao Tanaka 2' Alphonso Davies 40' (e.d.) Keito Nakamura 42' Ao Tanaka 49' |       | 89' Junior Hoilett | Denka Big Swan Stadium, Niigata Toeschouwers: 37.125 Scheidsrechter: Alex King (AUS) Video-assistent: Wang Di (CHN) |

|                                                                                       |                                   |       |         | |
| 17 oktober Vriendschappelijk Kirin Challenge Cup «onderlinge duels» 19:10 uur (UTC+9) | Japan                             | 2 – 0 | Tunesië | Noevir Stadium Kobe, Kobe Toeschouwers: 26.529 Scheidsrechter: Wang Di (CHN) Video-assistent: Alex King (AUS) |
| 17 oktober Vriendschappelijk Kirin Challenge Cup «onderlinge duels» 19:10 uur (UTC+9) | Kyogo Furuhashi 43' Junya Ito 69' |       |         | Noevir Stadium Kobe, Kobe Toeschouwers: 26.529 Scheidsrechter: Wang Di (CHN) Video-assistent: Alex King (AUS) |

|                                                                                    |                                                                                 |       |         |                                                                                            |
| 16 november WK 2026 kwalificatie Tweede ronde «onderlinge duels» 19:00 uur (UTC+9) | Japan                                                                           | 5 – 0 | Myanmar | Gemeentelijk stadion Suita, Suita Toeschouwers: 34.484 Scheidsrechter: Muhammad Taqi (SIN) |
| 16 november WK 2026 kwalificatie Tweede ronde «onderlinge duels» 19:00 uur (UTC+9) | Ayase Ueda 11' Daichi Kamada 28' Ayase Ueda 45+4' Ayase Ueda 50' Ritsu Doan 86' |       |         | Gemeentelijk stadion Suita, Suita Toeschouwers: 34.484 Scheidsrechter: Muhammad Taqi (SIN) |

|                                                                                    |       |                                                                                      |       | |
| 21 november WK 2026 kwalificatie Tweede ronde «onderlinge duels» 20:00 uur (UTC+3) | Syrië | 0 – 5                                                                                | Japan | Prins Abdullah al-Faisalstadion, Jeddah (Saoedi-Arabië) Toeschouwers: 6.130 Scheidsrechter: Ma Ning (CHN) |
| 21 november WK 2026 kwalificatie Tweede ronde «onderlinge duels» 20:00 uur (UTC+3) |       | 32' Takefusa Kubo 37' Ayase Ueda 40' Ayase Ueda 47' Yukinari Sugawara 82' Mao Hosoya |       | Prins Abdullah al-Faisalstadion, Jeddah (Saoedi-Arabië) Toeschouwers: 6.130 Scheidsrechter: Ma Ning (CHN) |

### 2024
|                                                                  |                                                                                                   |       |          |                                                                                  |
| 1 januari Vriendschappelijk «onderlinge duels» 14:00 uur (UTC+9) | Japan                                                                                             | 5 – 0 | Thailand | Nationaal Stadion, Tokio Toeschouwers: 61.916 Scheidsrechter: Kim Woo-sung (KOR) |
| 1 januari Vriendschappelijk «onderlinge duels» 14:00 uur (UTC+9) | Ao Tanaka 50' Keito Nakamura 72' Elias Dolah 75' (e.d.) Takumu Kawamura 82' Takumi Minamino 90+1' |       |          | Nationaal Stadion, Tokio Toeschouwers: 61.916 Scheidsrechter: Kim Woo-sung (KOR) |

| Aziatisch kampioenschap voetbal 2023 |
| ------------------------------------ |

|                                                                       |                                                                             |       |                                       | |
| 14 januari Azië Cup 2023 Groep D «onderlinge duels» 14:30 uur (UTC+3) | Japan                                                                       | 4 – 2 | Vietnam                               | Al Thumamastadion, Doha Toeschouwers: 17.385 Scheidsrechter: Kim Jong-hyeok (KOR) Video-assistent: Kim Hee-gon (KOR) |
| 14 januari Azië Cup 2023 Groep D «onderlinge duels» 14:30 uur (UTC+3) | Takumi Minamino 11' Takumi Minamino 45' Keito Nakamura 45+5' Ayase Ueda 85' |       | 16' Nguyễn Đình Bắc 33' Phạm Tuấn Hải | Al Thumamastadion, Doha Toeschouwers: 17.385 Scheidsrechter: Kim Jong-hyeok (KOR) Video-assistent: Kim Hee-gon (KOR) |

|                                                                       |                                      |       |                   | |
| 19 januari Azië Cup 2023 Groep D «onderlinge duels» 14:30 uur (UTC+3) | Irak                                 | 2 – 1 | Japan             | Education Citystadion, Ar Rayyan Toeschouwers: 38.663 Scheidsrechter: Khaled Saleh Al-Turais (KSA) Video-assistent: Khamis Al-Marri (QAT) |
| 19 januari Azië Cup 2023 Groep D «onderlinge duels» 14:30 uur (UTC+3) | Aymen Hussein 5' Aymen Hussein 45+4' |       | 90+3' Wataru Endo | Education Citystadion, Ar Rayyan Toeschouwers: 38.663 Scheidsrechter: Khaled Saleh Al-Turais (KSA) Video-assistent: Khamis Al-Marri (QAT) |

|                                                                       |                                                              |       |                   | |
| 24 januari Azië Cup 2023 Groep D «onderlinge duels» 14:30 uur (UTC+3) | Japan                                                        | 3 – 1 | Indonesië         | Al Thumamastadion, Doha Toeschouwers: 26.453 Scheidsrechter: Khamis Al-Marri (QAT) Video-assistent: Salman Falahi (QAT) |
| 24 januari Azië Cup 2023 Groep D «onderlinge duels» 14:30 uur (UTC+3) | Ayase Ueda 6' (pen.) Ayase Ueda 52' Justin Hubner 88' (e.d.) |       | 90+1' Sandy Walsh | Al Thumamastadion, Doha Toeschouwers: 26.453 Scheidsrechter: Khamis Al-Marri (QAT) Video-assistent: Salman Falahi (QAT) |

|                                                                              |                        |       |                                                 | |
| 31 januari Azië Cup 2023 Achtste finale «onderlinge duels» 14:30 uur (UTC+3) | Bahrein                | 1 – 3 | Japan                                           | Al Thumamastadion, Doha Toeschouwers: 31.832 Scheidsrechter: Ahmad Al-Ali (KUW) Video-assistent: Mohammed Abdulla Mohamed (VAE) |
| 31 januari Azië Cup 2023 Achtste finale «onderlinge duels» 14:30 uur (UTC+3) | Zion Suzuki 64' (e.d.) |       | 31' Ritsu Doan 49' Takefusa Kubo 72' Ayase Ueda | Al Thumamastadion, Doha Toeschouwers: 31.832 Scheidsrechter: Ahmad Al-Ali (KUW) Video-assistent: Mohammed Abdulla Mohamed (VAE) |

|                                                                           |                                                      |       |                     | |
| 3 februari Azië Cup 2023 Kwartfinale «onderlinge duels» 14:30 uur (UTC+3) | Iran                                                 | 2 – 1 | Japan               | Education Citystadion, Ar Rayyan Toeschouwers: 35.640 Scheidsrechter: Ma Ning (CHN) Video-assistent: Sivakorn Pu-udom (THA) |
| 3 februari Azië Cup 2023 Kwartfinale «onderlinge duels» 14:30 uur (UTC+3) | Mohammad Mohebi 55' Alireza Jahanbakhsh 90+6' (pen.) |       | 28' Hidemasa Morita | Education Citystadion, Ar Rayyan Toeschouwers: 35.640 Scheidsrechter: Ma Ning (CHN) Video-assistent: Sivakorn Pu-udom (THA) |

|  |  |  |  |  |  |  |  |  |

|                                                                                 |              |       |             |                                                                                   |
| 21 maart WK 2026 kwalificatie Tweede ronde «onderlinge duels» 19:23 uur (UTC+9) | Japan        | 1 – 0 | Noord-Korea | Nationaal Stadion, Tokio Toeschouwers: 59.354 Scheidsrechter: Adel Al-Naqbi (VAE) |
| 21 maart WK 2026 kwalificatie Tweede ronde «onderlinge duels» 19:23 uur (UTC+9) | Ao Tanaka 2' |       |             | Nationaal Stadion, Tokio Toeschouwers: 59.354 Scheidsrechter: Adel Al-Naqbi (VAE) |

|                                                                                 |             |                  |       |                               |
| 26 maart WK 2026 kwalificatie Tweede ronde «onderlinge duels» 17:00 uur (UTC+9) | Noord-Korea | 0 – 3 r Afgelast | Japan | Kim Il-sungstadion, Pyongyang |
| 26 maart WK 2026 kwalificatie Tweede ronde «onderlinge duels» 17:00 uur (UTC+9) |             |                  |       | Kim Il-sungstadion, Pyongyang |

|                                                                                  |         |                                                                                      |       |                                                                                      |
| 6 juni WK 2026 kwalificatie Tweede ronde «onderlinge duels» 18:40 uur (UTC+6:30) | Myanmar | 0 – 5                                                                                | Japan | Thuwunnastadion, Yangon Toeschouwers: 21.200 Scheidsrechter: Majed Al-Shamrani (KSA) |
| 6 juni WK 2026 kwalificatie Tweede ronde «onderlinge duels» 18:40 uur (UTC+6:30) |         | 17' Keito Nakamura 37' Ritsu Doan 75' Koki Ogawa 83' Koki Ogawa 90+3' Keito Nakamura |       | Thuwunnastadion, Yangon Toeschouwers: 21.200 Scheidsrechter: Majed Al-Shamrani (KSA) |

|                                                                                |                                                                                                |       |       |                                                                                               |
| 11 juni WK 2026 kwalificatie Tweede ronde «onderlinge duels» 19:14 uur (UTC+9) | Japan                                                                                          | 5 – 0 | Syrië | Edion Peace Wing Hiroshima, Hiroshima Toeschouwers: 26.650 Scheidsrechter: Ahmad Al-Ali (KUW) |
| 11 juni WK 2026 kwalificatie Tweede ronde «onderlinge duels» 19:14 uur (UTC+9) | Ayase Ueda 13' Ritsu Doan 19' Thaer Krouma 21' (e.d.) Yuki Soma 73' (pen.) Takumi Minamino 85' |       |       | Edion Peace Wing Hiroshima, Hiroshima Toeschouwers: 26.650 Scheidsrechter: Ahmad Al-Ali (KUW) |

|                                                                                   | |       |       |                                                                                          |
| 5 september WK 2026 kwalificatie Derde ronde «onderlinge duels» 19:35 uur (UTC+9) | Japan | 7 – 0 | China | Saitamastadion, Saitama Toeschouwers: 52.398 Scheidsrechter: Abdulrahman Al-Jassim (QAT) |
| 5 september WK 2026 kwalificatie Derde ronde «onderlinge duels» 19:35 uur (UTC+9) | Wataru Endo 12' Kaoru Mitoma 45+2' Takumi Minamino 52' Takumi Minamino 58' Junya Ito 77' Daizen Maeda 87' Takefusa Kubo 90+5' |       |       | Saitamastadion, Saitama Toeschouwers: 52.398 Scheidsrechter: Abdulrahman Al-Jassim (QAT) |

|                                                                                    |         |                                                                                             |       |                                                                                                 |
| 10 september WK 2026 kwalificatie Derde ronde «onderlinge duels» 19:00 uur (UTC+3) | Bahrein | 0 – 5                                                                                       | Japan | Bahrein Nationaal Stadion, Riffa Toeschouwers: 22.729 Scheidsrechter: Roestam Loetfoellin (UZB) |
| 10 september WK 2026 kwalificatie Derde ronde «onderlinge duels» 19:00 uur (UTC+3) |         | 37' (pen.) Ayase Ueda 47' Ayase Ueda 61' Hidemasa Morita 64' Hidemasa Morita 81' Koki Ogawa |       | Bahrein Nationaal Stadion, Riffa Toeschouwers: 22.729 Scheidsrechter: Roestam Loetfoellin (UZB) |

|                                                                                  |               |                                  |       |                                                                                              |
| 10 oktober WK 2026 kwalificatie Derde ronde «onderlinge duels» 21:00 uur (UTC+3) | Saoedi-Arabië | 0 – 2                            | Japan | Koning Abdoellah Sportstad, Jeddah Toeschouwers: 56.283 Scheidsrechter: Kim Jong-hyeok (KOR) |
| 10 oktober WK 2026 kwalificatie Derde ronde «onderlinge duels» 21:00 uur (UTC+3) |               | 14' Daichi Kamada 81' Koki Ogawa |       | Koning Abdoellah Sportstad, Jeddah Toeschouwers: 56.283 Scheidsrechter: Kim Jong-hyeok (KOR) |

|                                                                                  |                            |       |                            |                                                                                 |
| 15 oktober WK 2026 kwalificatie Derde ronde «onderlinge duels» 19:35 uur (UTC+9) | Japan                      | 1 – 1 | Australië                  | Saitamastadion, Saitama Toeschouwers: 58.730 Scheidsrechter: Ahmed Al-Ali (KUW) |
| 15 oktober WK 2026 kwalificatie Derde ronde «onderlinge duels» 19:35 uur (UTC+9) | Cameron Burgess 76' (e.d.) |       | 58' (e.d.) Shogo Taniguchi | Saitamastadion, Saitama Toeschouwers: 58.730 Scheidsrechter: Ahmed Al-Ali (KUW) |

|                                                                                   |           |                                                                                        |       |                                                                                         |
| 15 november WK 2026 kwalificatie Derde ronde «onderlinge duels» 19:00 uur (UTC+7) | Indonesië | 0 – 4                                                                                  | Japan | Bung Karnostadion, Jakarta Toeschouwers: 60.304 Scheidsrechter: Mooud Bonyadifard (IRN) |
| 15 november WK 2026 kwalificatie Derde ronde «onderlinge duels» 19:00 uur (UTC+7) |           | 35' (e.d.) Justin Hubner 40' Takumi Minamino 49' Hidemasa Morita 69' Yukinari Sugawara |       | Bung Karnostadion, Jakarta Toeschouwers: 60.304 Scheidsrechter: Mooud Bonyadifard (IRN) |

|                                                                                   |                   |       |                                                |                                                                                      |
| 19 november WK 2026 kwalificatie Derde ronde «onderlinge duels» 20:00 uur (UTC+8) | China             | 1 – 3 | Japan                                          | Xiamen Egretstadion, Xiamen Toeschouwers: 45.336 Scheidsrechter: Muhammad Taqi (SIN) |
| 19 november WK 2026 kwalificatie Derde ronde «onderlinge duels» 20:00 uur (UTC+8) | Lin Liangming 48' |       | 39' Koki Ogawa 45+6' Ko Itakura 54' Koki Ogawa | Xiamen Egretstadion, Xiamen Toeschouwers: 45.336 Scheidsrechter: Muhammad Taqi (SIN) |

### 2025
|                                                                                |                                     |       |         |                                                                                          |
| 20 maart WK 2026 kwalificatie Derde ronde «onderlinge duels» 19:35 uur (UTC+9) | Japan                               | 2 – 0 | Bahrein | Saitamastadion, Saitama Toeschouwers: 58.137 Scheidsrechter: Abdulrahman Al-Jassim (QAT) |
| 20 maart WK 2026 kwalificatie Derde ronde «onderlinge duels» 19:35 uur (UTC+9) | Daichi Kamada 66' Takefusa Kubo 87' |       |         | Saitamastadion, Saitama Toeschouwers: 58.137 Scheidsrechter: Abdulrahman Al-Jassim (QAT) |

|                                                                                |       |       |               |                                                                                 |
| 25 maart WK 2026 kwalificatie Derde ronde «onderlinge duels» 19:35 uur (UTC+9) | Japan | 0 – 0 | Saoedi-Arabië | Saitamastadion, Saitama Toeschouwers: 58.003 Scheidsrechter: Ahmed Al-Ali (KUW) |
| 25 maart WK 2026 kwalificatie Derde ronde «onderlinge duels» 19:35 uur (UTC+9) |       |       |               | Saitamastadion, Saitama Toeschouwers: 58.003 Scheidsrechter: Ahmed Al-Ali (KUW) |

|                                                                              |           |   |       |                                             |
| 5 juni WK 2026 kwalificatie Derde ronde «onderlinge duels» 19:10 uur (UTC+8) | Australië | – | Japan | Perth Stadium, Perth Scheidsrechter: n.n.b. |
| 5 juni WK 2026 kwalificatie Derde ronde «onderlinge duels» 19:10 uur (UTC+8) |           |   |       | Perth Stadium, Perth Scheidsrechter: n.n.b. |

|                                                                            |       |   |           |                                                          |
| 10 juni WK 2026 kwalificatie Derde ronde «onderlinge duels» n.n.b. (UTC+9) | Japan | – | Indonesië | Gemeentelijk stadion Suita, Suita Scheidsrechter: n.n.b. |
| 10 juni WK 2026 kwalificatie Derde ronde «onderlinge duels» n.n.b. (UTC+9) |       |   |           | Gemeentelijk stadion Suita, Suita Scheidsrechter: n.n.b. |

JFA · A-Internationals · Selecties · Bondscoaches · Statistieken · Olympisch elftal · Japans vrouwenelftal · Japan U21 · Japan U20 · Japan U19 · Japan U18 · Japan U17
1910 – 1949 · 
1950 – 1959 · 
1960 – 1969 · 
1970 – 1979 · 
1980 – 1989 · 
1990 – 1999 · 
2000 – 2009 · 
2010 – 2019 · 
2020 – 2029
CC 1995 · 
CC 2001 · 
CC 2003 · 
CC 2005
WK 1998 · 
WK 2002 · 
WK 2006 · 
WK 2010 · 
WK 2014 · 
WK 2018
OS 1936 · 
OS 1956 ·
OS 1964 · 
OS 1968 · 
OS 1996 ·
OS 2000 ·
OS 2004 ·
OS 2008 ·
OS 2012 ·
OS 2016 ·
OS 2020
1917 · 
1918 · 1919 · 
1921 · 
1922 · 
1923 · 
1924 · 
1925 · 
1926 · 
1927 · 
1928 · 1929 · 
1930 · 
1931 · 1932 · 1933 · 
1934 · 
1935 · 
1936 · 
1937 · 1938 · 
1939 · 
1940 · 
1941 · 
1942 · 
1943 – 1950 · 
1951 · 
1952 · 1953 · 
1954 · 
1955 · 
1956 · 
1957 · 
1958 · 
1959 · 
1960 · 
1961 · 
1962 · 
1963 · 
1964 · 
1965 · 
1966 · 
1967 · 
1968 · 
1969 · 
1970 · 
1971 · 
1972 · 
1973 · 
1974 · 
1975 · 
1976 · 
1977 · 
1978 · 
1979 · 
1980 · 
1981 · 
1982 · 
1983 · 
1984 · 
1985 · 
1986 · 
1987 · 
1988 · 
1989 · 
1990 · 
1991 · 
1992 · 
1993 · 
1994 · 
1995 · 
1996 · 
1997 · 
1998 · 
1999 · 
2000 · 
2001 · 
2002 · 
2003 · 
2004 · 
2005 · 
2006 · 
2007 · 
2008 · 
2009 · 
2010 · 
2011 · 
2012 · 
2013 · 
2014 · 
2015 ·
2016 ·
2017 ·
2018 ·
2019 ·
2020 ·
2021 ·
2022
Afghanistan ·
Angola ·
Argentinië ·
Australië ·
Azerbeidzjan · 
Bahrein ·
Bangladesh ·
België ·
Bolivia ·
Bosnië en Herzegovina ·
Brazilië ·
Brunei ·
Bulgarije ·
Cambodja ·
Canada ·
Chili ·
China ·
Colombia ·
Costa Rica ·
Cyprus ·
Denemarken ·
Duitsland ·
Ecuador ·
Egypte ·
El Salvador ·
Engeland ·
Filipijnen ·
Finland ·
Frankrijk ·
Ghana ·
Griekenland ·
Guatemala ·
Haïti ·
Honduras ·
Hongarije ·
Hongkong ·
IJsland ·
India ·
Indonesië ·
Irak ·
Iran ·
Israël ·
Italië ·
Ivoorkust ·
Jamaica ·
Jemen ·
Joegoslavië ·
Jordanië ·
Kameroen ·
Kazachstan ·
Kirgizië ·
Koeweit ·
Kroatië ·
Letland ·
Luxemburg ·
Macau ·
Maleisië ·
Mali ·
Malta ·
Mexico ·
Mongolië ·
Montenegro ·
Myanmar ·
Nederland ·
Nepal ·
Nieuw-Zeeland ·
Nigeria ·
Noord-Korea ·
Noorwegen ·
Oekraïne ·
Oezbekistan ·
Oman ·
Oostenrijk ·
Pakistan ·
Palestina ·
Panama ·
Paraguay ·
Peru ·
Polen ·
Qatar ·
Roemenië ·
Rusland ·
Saoedi-Arabië ·
Schotland ·
Senegal ·
Servië ·
Servië en Montenegro ·
Singapore ·
Slowakije ·
Sovjet-Unie ·
Spanje ·
Sri Lanka ·
Syrië ·
Tadzjikistan ·
Taiwan ·
Thailand ·
Togo ·
Trinidad en Tobago ·
Tsjechië ·
Tunesië ·
Turkije ·
Turkmenistan ·
Uruguay ·
Venezuela ·
Verenigde Arabische Emiraten ·
Verenigde Staten ·
Vietnam ·
Wales ·
Wit-Rusland ·
Zambia ·
Zuid-Afrika ·
Zuid-Jemen ·
Zuid-Korea ·
Zuid-Vietnam ·
Zweden ·
Zwitserland
Australië (2006) · 
Brazilië (2006) · 
België (2018) · 
Colombia (2014) · 
Colombia (2018) ·
Denemarken (2010) ·
Duitsland (2022) · 
Frankrijk (2001) · 
Griekenland (2014) · 
Ivoorkust (2014) · 
Kameroen (2010) · 
Kroatië (2006) · 
Nederland (2010) ·
Polen (2018) ·
Senegal (2018) ·
Spanje (2022)
CONMEBOL: Argentinië · Bolivia · Brazilië · Chili · Colombia · Ecuador · Paraguay · Peru · Uruguay · Venezuela

UEFA: Albanië · Andorra · Armenië · Azerbeidzjan · België · Bosnië en Herzegovina · Bulgarije · Cyprus · Denemarken · Duitsland · Engeland · Estland · Faeröer · Finland · Frankrijk · Georgië · Gibraltar · Griekenland · Hongarije · IJsland · Ierland · Israël · Italië · Kazachstan · Kosovo · Kroatië · Letland · Liechtenstein · Litouwen · Luxemburg · Malta · Moldavië · Montenegro · Nederland · Noord-Ierland · Noord-Macedonië · Noorwegen · Oekraïne · Oostenrijk · Polen · Portugal · Roemenië · Rusland · San Marino · Schotland · Servië · Slovenië · Slowakije · Spanje · Tsjechië · Turkije · Wales · Wit-Rusland · Zweden · Zwitserland

AFC: Australië · China · Irak · Iran · Japan · Libanon · Oezbekistan · Oman · Qatar · Saoedi-Arabië · Syrië · Verenigde Arabische Emiraten · Vietnam · Zuid-Korea

CAF: Algerije · Burkina Faso · Congo-Kinshasa · Egypte · Ghana · Ivoorkust · Kaapverdië · Kameroen · Mali · Marokko · Nigeria · Senegal · Tunesië · Zuid-Afrika

CONCACAF: Canada · Costa Rica · Curaçao · El Salvador · Honduras · Jamaica · Mexico · Panama · Suriname · Verenigde Staten

OFC: Nieuw-Zeeland